# Rapala valeria
Rapala valeria är en fjärilsart som beskrevs av Hans Fruhstorfer 1912. Rapala valeria ingår i släktet Rapala och familjen juvelvingar. Inga underarter finns listade.